# Takahama, Fukui

Takahama (高浜町 Takahama-chō?) este un oraș în Japonia, în districtul Ōi al prefecturii Fukui.